# Прижим
Прижи́м — нагон воды на отвесный (обычно скальный) берег на повороте реки под действием сил инерции потока. В результате поперечного смещения воды непосредственно у берега происходит локальное повышение её уровня с характерными для прижима сильными поверхностными потоками, направленными от берега, которые могут отбросить (не допустить прижатия к берегу) лёгкое судно с малой осадкой, затянутое в прижим. Если скальный (прижимной) берег имеет отрицательный угол наклона или подводные «карманы», то вся поверхностная вода уходит вглубь. Такие прижимы наиболее опасны — их трудно обнаружить, а затягивающее действие их очень велико.

## Карман
Карманом называют подводный грот, образовавшийся при разрушении скальной стены на повороте реки ниже уровня воды. Наиболее явный признак — это отсутствие отбойного вала на крутом повороте потока.